# Нигерское движение за демократическое обновление
Нигерское движение за демократическое обновление (фр. Mouvement Nigérien pour le Renouveau Démocratique) — политическая партия в Нигере, основанная в 2009 году.

## История
Нигерское движение за демократическое обновление было основано в 2009 году под председательством Сиди Мулай Хамбали. Партия оставалась малоизвестной в стране, когда решила выставить бывшего президента Махамана Усмана кандидатом на президентских выборах 2016 года. Махаман Усман был президентом Нигера с 1993 по 1996 год, но к этому времени потерял контроль над своей партией Демократическая и социальная конвенция. Он занял четвертое место из пятнадцати кандидатов, набрав 5,88 % голосов. Тем не менее, Нигерское движение за демократическое обновление сумело войти в Национальное собрание на парламентских выборах 2016 года, вступив в избирательный союз с Партией за социализм и демократию в Нигере, которая получила шесть из 171 места в Национальном собрании.
В результате парламентских выборов 2020 года потеряла представительство в Национальном собрании, а Махаман Усман баллотировался на этот раз от партии Демократическое и республиканское обновление на президентских выборах 2020—2021 годов.